# Шаровце
Шаровце (словац. Šarovce) — село, громада округу Левіце, Нітранський край. Кадастрова площа громади — 25.38 км².
Населення 1597 осіб (станом на 31 грудня 2018 року).

## Історія
Шаровце згадується 1245 року.

## Населення
| Рік:            | 1994. | 2004.   | 2014.   | 2024.   |
| --------------- | ----- | ------- | ------- | ------- |
| Кількість осіб: | 1661  | 1662    | 1638    | 1619    |
| Різниця:        |       | +0,06 % | -1,44 % | -1,15 % |

| Рік:            | 2023. | 2024.   |
| --------------- | ----- | ------- |
| Кількість осіб: | 1609  | 1619    |
| Різниця:        |       | +0,62 % |